# Єнбек (Аккольський район)
Єнбе́к (каз. Еңбек) — село у складі Аккольського району Акмолинської області Казахстану. Адміністративний центр Єнбецького сільського округу.
Населення — 695 осіб (2021; 925 у 2009, 1123 у 1999, 1351 у 1989).
Національний склад станом на 1989 рік:
- росіяни — 38 %
- німці — 26 %
- казахи — 23 %.

До 2005 року село називалось Трудове.